# Ctenitis pentagona
Ctenitis pentagona là một loài thực vật có mạch trong họ Dryopteridaceae. Loài này được (Bonap.) Ching miêu tả khoa học đầu tiên năm 1940.